# Kichha
Kichha (Hindi किच्छा) ist eine Stadt im indischen Bundesstaat Uttarakhand.
Die Stadt ist Teil des Distrikts Udham Singh Nagar. Kichha hat den Status einer Nagar Palika Parishad. Die Stadt ist in 13 Wards gegliedert. Sie hatte am Stichtag der Volkszählung 2011 insgesamt 41.965 Einwohner, von denen 22.043 Männer und 19.922 Frauen waren. Hindus bilden mit einem Anteil von ca. 58 % die größte Gruppe der Bevölkerung in der Stadt gefolgt von Muslimen mit ca. 36 %. Die Alphabetisierungsrate lag 2011 bei 68,25 %.
Kichha hat größtenteils eine auf der Landwirtschaft basierende Wirtschaft. Reis, Weizen und Zuckerrohr werden hauptsächlich angebaut.